# Bahnhof Mannswörth

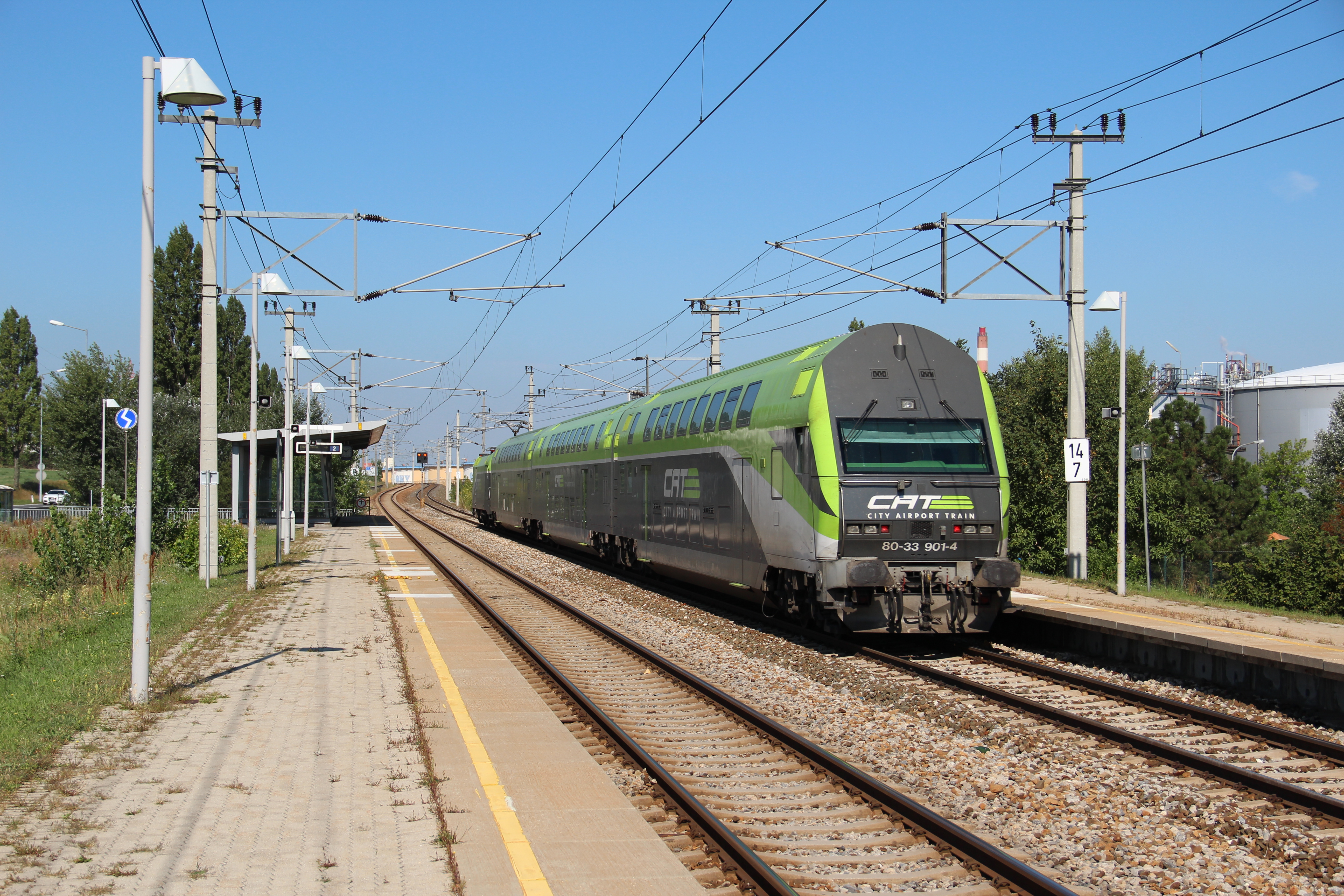
Durchfahrender City Airport Train bei Mannswörth

Der Bahnhof Mannswörth ist ein Bahnhof der Österreichischen Bundesbahnen (ÖBB), der sich in Mannswörth, einem Ortsteil der niederösterreichischen Kleinstadt Schwechat, befindet.

## Lage
Der Bahnhof befindet sich am Ortsrand von Mannswörth, zwischen dem Industriegebiet und einem Feld.

## Bedienung
| Linie | Verlauf |
| ----- | --- |
| S7    | (Laa an der Thaya –) Mistelbach – Wolkersdorf – Wien Floridsdorf – Wien Handelskai – Wien Traisengasse – Wien Praterstern – Wien Mitte – Wien Rennweg – Wien St. Marx – Wien Geiselbergstraße – Wien Zentralfriedhof – Wien Kaiserebersdorf – Schwechat – Mannswörth – Flughafen Wien – Fischamend – Maria Ellend a.d. Donau – Haslau – Regelsbrunn – Wildungsmauer – Petronell-Carnuntum – Bad Deutsch-Altenburg – Hainburg a.d. Donau Kulturfabrik – Hainburg a.d. Donau Personenbahnhof – Hainburg a.d. Donau Ungartor – Wolfsthal |

Der Bahnhof wird durch die Linie S7 der S-Bahn Wien bedient, die auch als die Flughafenschnellbahn bezeichnet wird. Der zum Fahrplanwechsel 2021 neu eingeführte REX 7 sowie der City Airport Train passieren Mannswörth ohne Halt.

## Ausstattung
Teilbedachung, Beleuchtung, Wetterschutz, digitale Fahrgastinformationssysteme sowie Fahrscheinautomaten und Entwerter.

## Barrierefreiheit
Der Bahnhof wurde mit der Sanierung barrierefrei ausgelegt und verfügt über Blindenleitlinien, Blindenschrift, akustische Informationsansagen und Aufzüge.